# Cerro Chucho
Cerro Chucho är ett berg i Bolivia.   Det ligger i departementet La Paz, i den västra delen av landet, 500 km nordväst om huvudstaden Sucre. Toppen på Cerro Chucho är 4 729 meter över havet.
Terrängen runt Cerro Chucho är bergig åt nordväst, men åt sydost är den kuperad. Runt Cerro Chucho är det glesbefolkat, med 8 invånare per kvadratkilometer.. Närmaste större samhälle är Sorata, 9,9 km söder om Cerro Chucho. 
Trakten runt Cerro Chucho består i huvudsak av gräsmarker.